# Sweet Track
Sweet Track é uma antiga trilha, ou ponte, em Somerset Levels, Inglaterra, em homenagem ao seu descobridor, Ray Sweet. Foi construído em 3807 a.C e é a segunda trilha de madeira mais antiga encontrada nas Ilhas Britânicas, datando do Neolítico.

## Localização
No início do quarto milênio a.C, a trilha foi construída entre uma ilha em Westhay e um cume de terreno elevado em Shapwick perto do rio Brue.

## Descoberta e estudo
A pista foi descoberta em 1970 durante escavações de turfa e recebeu o nome de seu descobridor, Ray Sweet.